# 1er régiment du Morvan
Le 23 ou le 25 septembre 1944, après la libération de l'Yonne survenue le 3 par les FFI et la 3e armée américaine de Patton, se constitue, avec les FFI de l'Yonne, de la Nièvre et du Cher, et sur ordre du Colonel inspecteur général des FFI de la première armée française, le groupe Morvan.
Il est le premier régiment à avoir libéré les trois Ballons celui de Servance, celui d'Alsace et, enfin, le Grand Ballon.

## Histoire
Placé sous le commandement du lieutenant-colonel Sadoul, nom de résistant Chevrier, et composé de 4 bataillons de 500 hommes et d'une compagnie Hors Rang le 1er bataillon est né de la fusion des maquis Breval et de Merry-Vaux de Puisaye, du 2e bataillon sous les ordres de Camille forme par la réunion des maquis Socrate, du maquis Camille de Plainefas et de ceux de Leloup auquel s'était précédemment amalgame le maquis Lagneau de Dornecy fonde par le garde forestier Piercy, du 4e bataillons issus du maquis des Ménéfrier et du 3e bataillon réunion des maquis FTP de la Nièvre et des bords du Cher.
Le régiment opère ses premiers mouvements le 1er octobre où il rejoint la première armée près de Dijon puis à Besançon pour, du 10 octobre au 19 novembre, finir versé à la première DIM du Général Brosset.
De retour le 19 novembre sous le commandement du Colonel Chevrier, le régiment, placé sous le commandement de la 3e DIA du général Guillaume, se déplace pour prendre position du côté du Ballon de Servance où il subit de légères pertes. 
Le régiment atteint, la nuit du 1er et 2 décembre, la vallée de la Thur.
Blessé le 25 décembre, le Colonel Chevrier est remplacé par le Colonel Dinfrevil du 3e RTM puis par Girard, Commandant de la 4e division marocaine de montagne et enfin par le Commandant Montgaud des Tabors.
Sur les 4 bataillons de 500 hommes, ne subsistent en février que 500 à 600 hommes réunis en deux bataillons le 25 qui seront dissous le 1er mars à Mulhouse et versés au reliquat des FFI du Gard, des Officiers et des Sous-Officiers du 1er et 6e RTM sous l'appellation de 27e RI pour intégrer la 4e Division Marocaine de Montagne en remplacement du 1er RTA dissous

## Commémorations

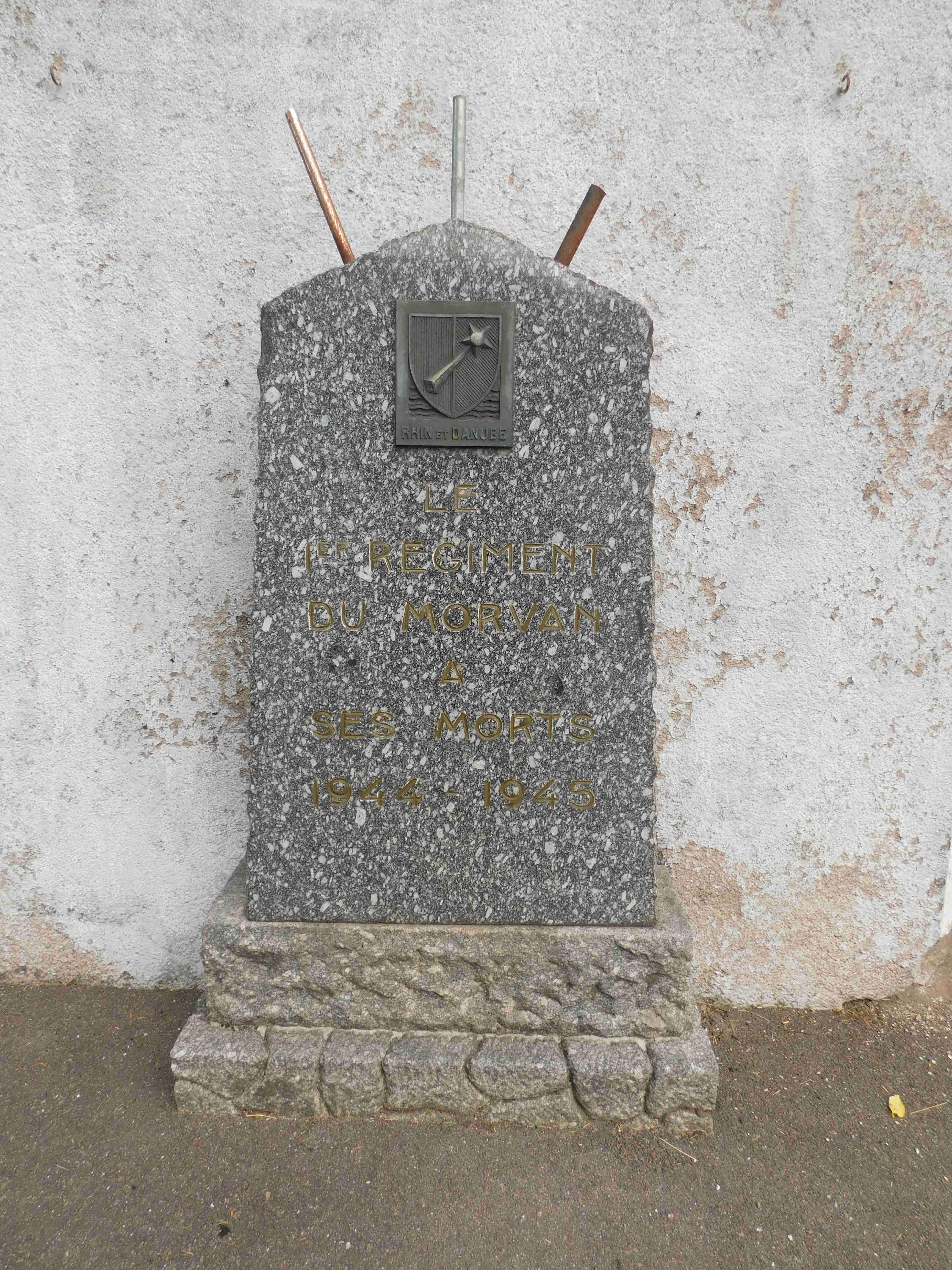
Stèle commémorative à Servance (Haute-Saône). Les dix volontaires tués le 24 novembre 1944, de leur lieutenant Yver de la Bruchollerie et de leur aumônier le R.P. Klein y sont enterrés[2].
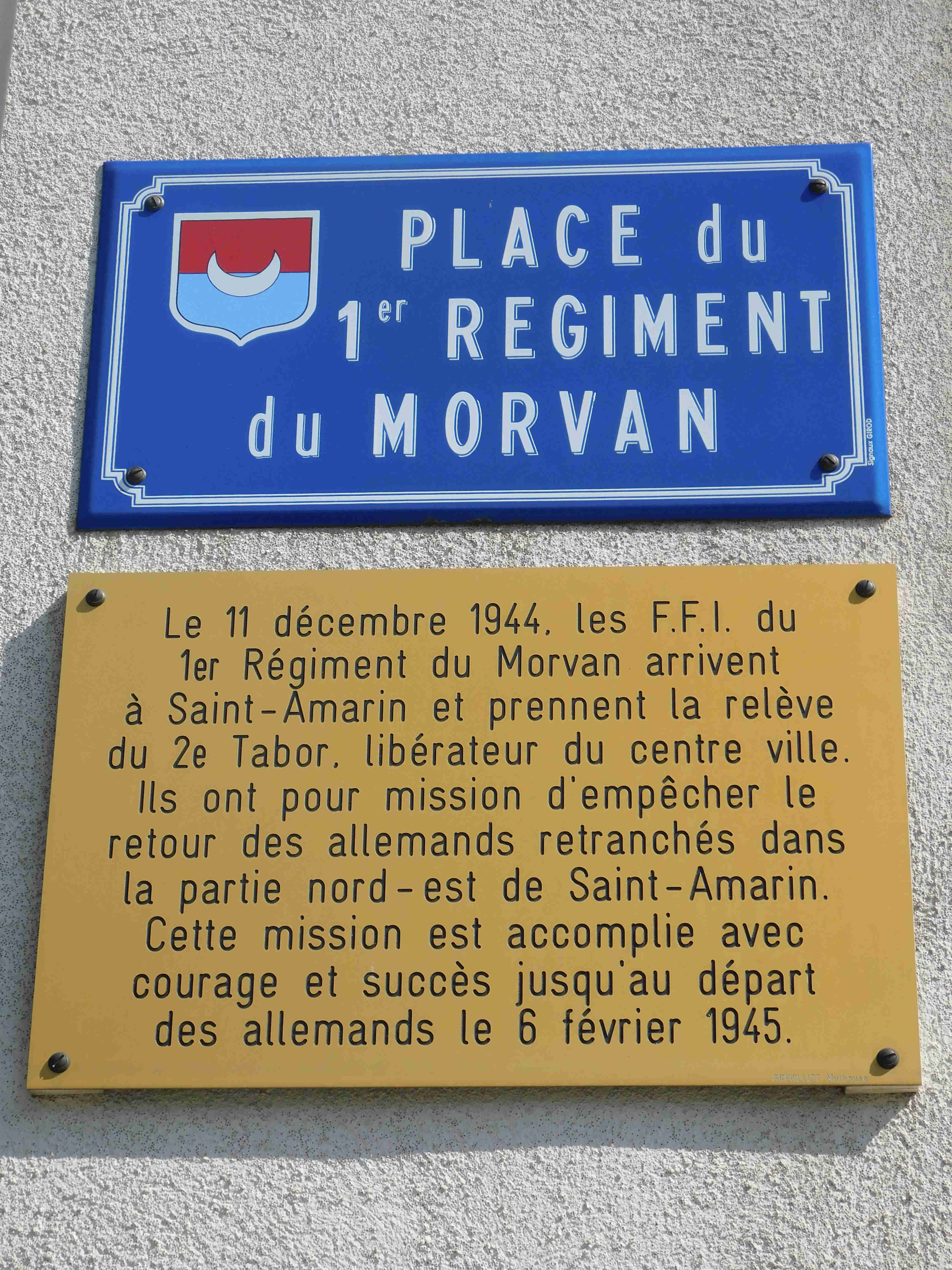
Saint-Amarin (Haut-Rhin), place du 1er régiment du Morvan.
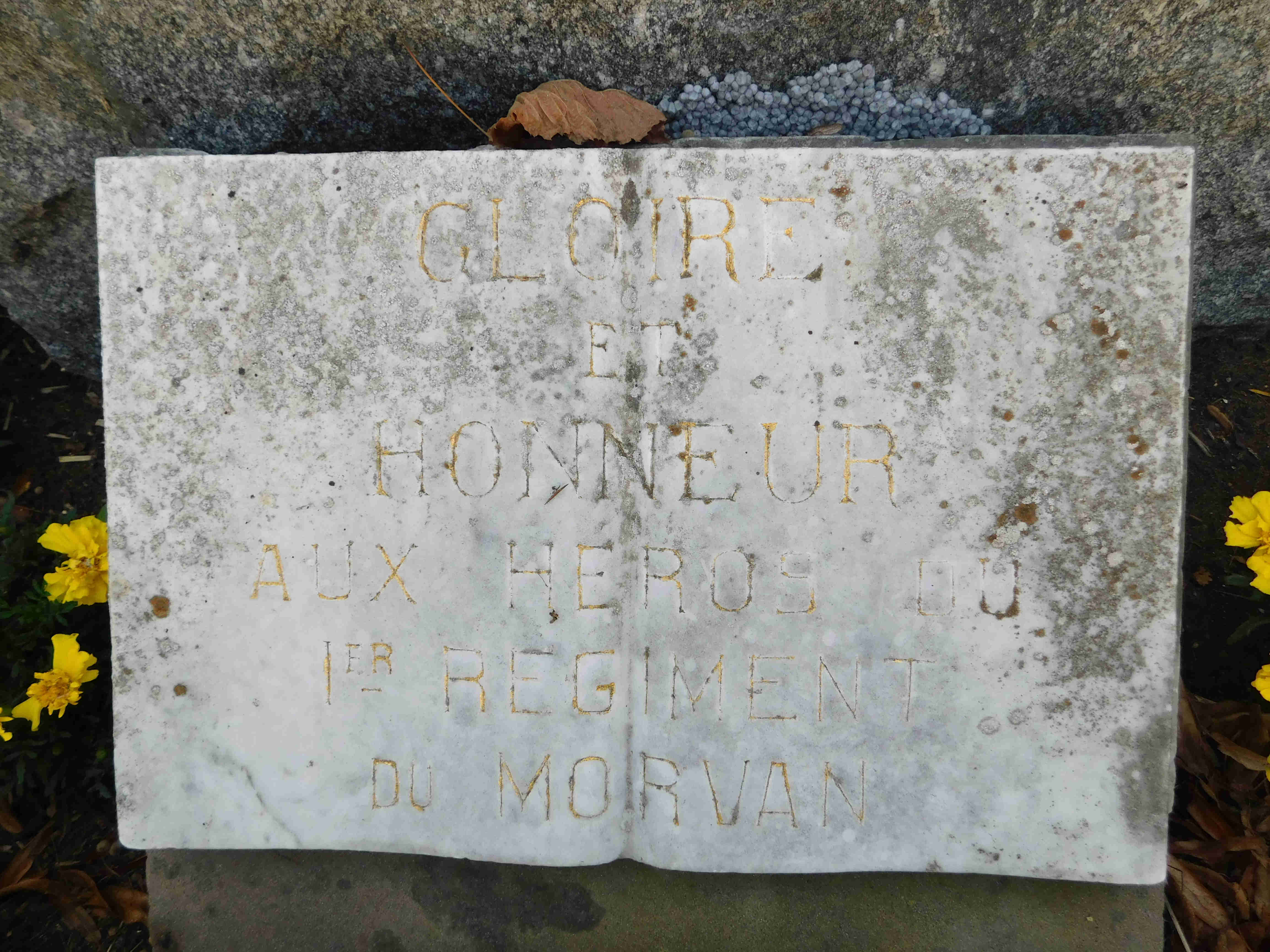
Plaque commémorative du 1er régiment du Morvan à Saint-Amarin.
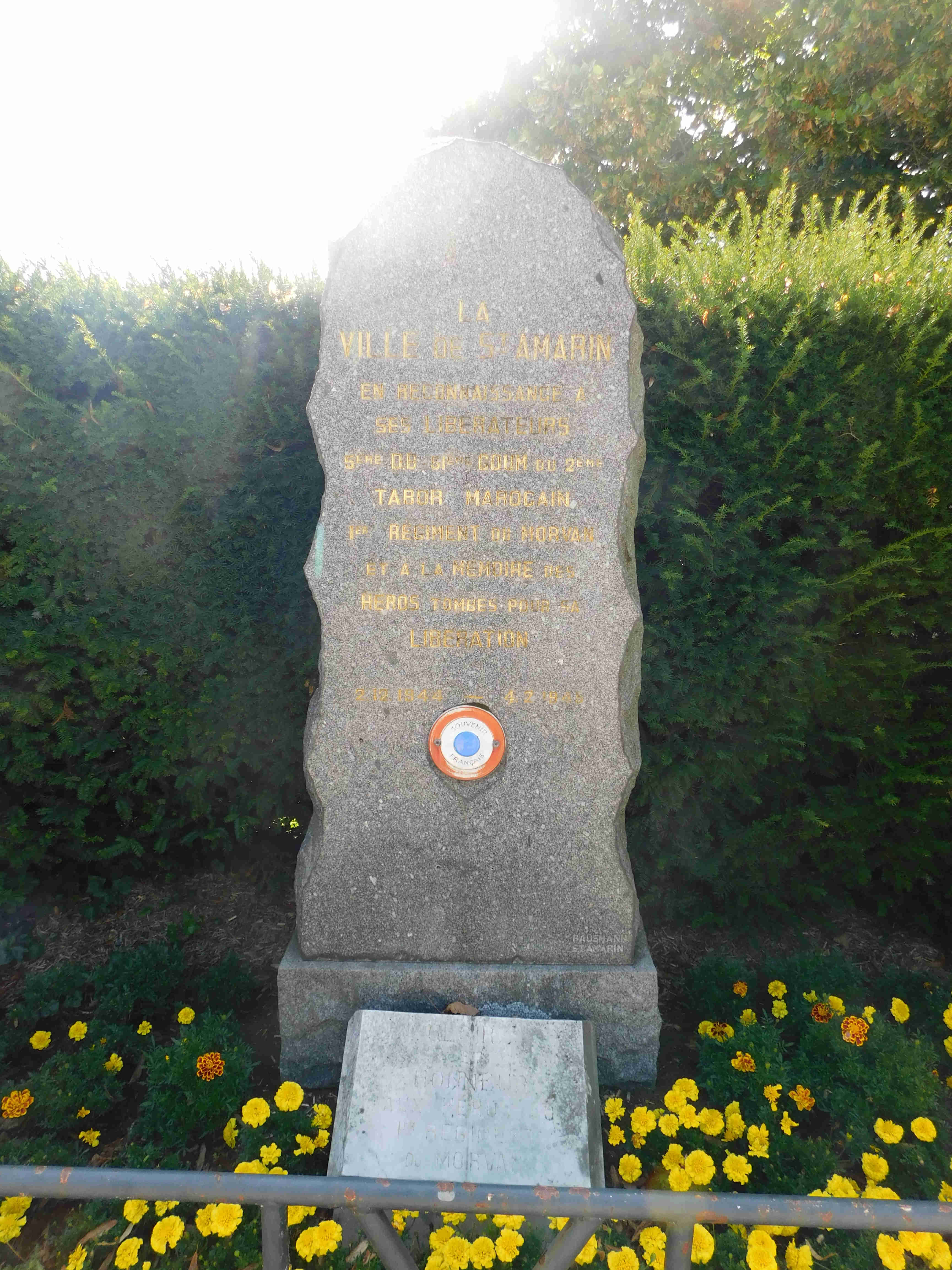
« Ville de Saint-Amarin en reconnaissance à ses libérateurs : 5e DB, 51e Goum du 2e Tabor marocain, 1er régiment du Morvan et à la mémoire des héros tombés pour sa Libération, 2 décembre 1944 - 4 février 1945. »
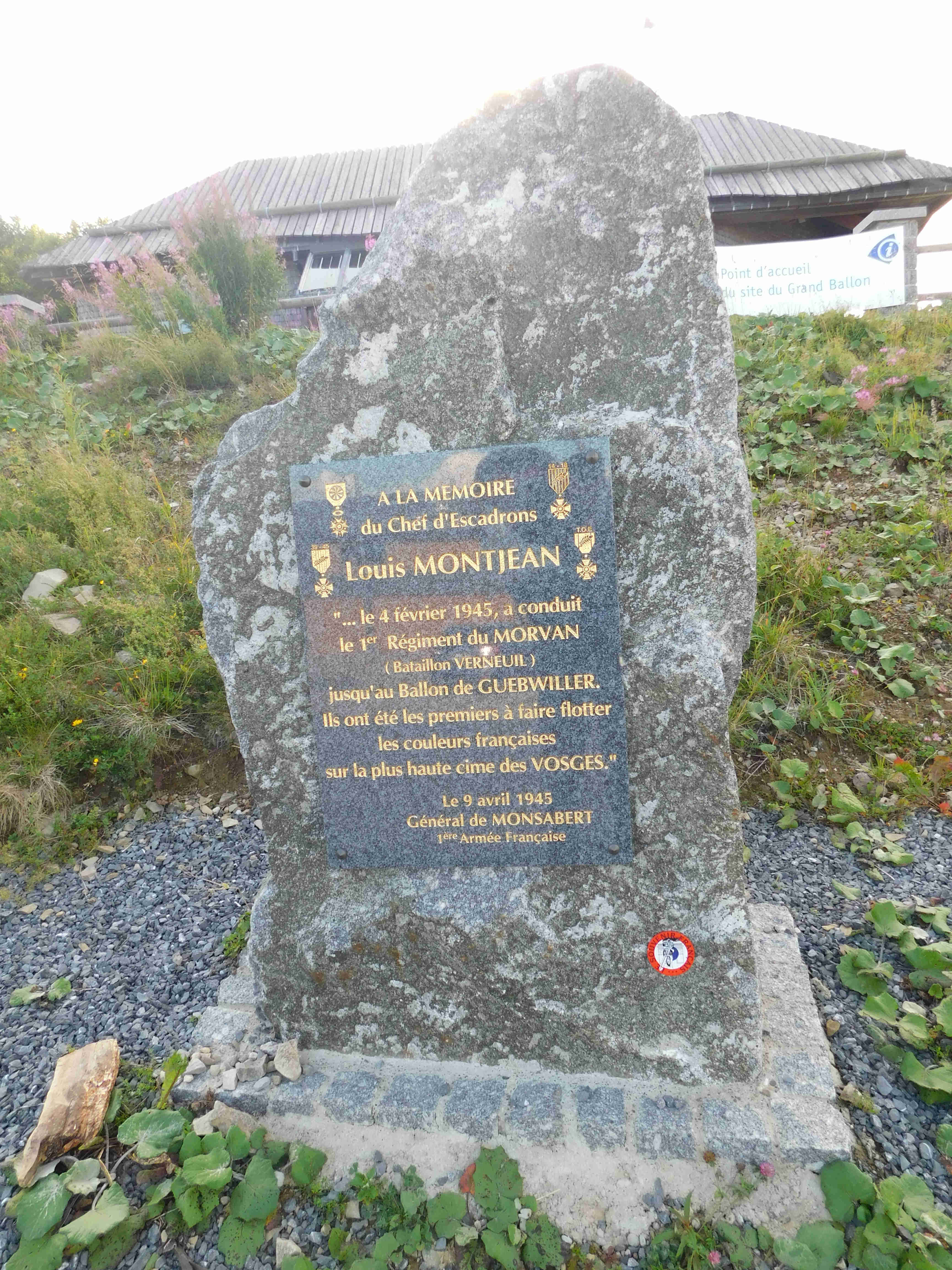
Stele au Grand Ballon (Haut-Rhin) : « À la mémoire du chef d'escadron Louis Montjean. Le 4 février 1945, a conduit le 1er régiment du Morvan (bataillon Verneuil) jusqu'au Ballon de Guebwiller. Ils ont été les premiers à faire flotter les couleurs françaises sur la plus haute cime des Vosges. Le 9 avril 1945, général de Montsarbert, 1re armée française. »

## Source
- « L'histoire du  1er régiment du Morvan », sur Anciens de la première armée française du département de l'Yonne